# Urzulei
Urzulei is een gemeente in de Italiaanse provincie Nuoro (voormalig: Ogliastra) (regio Sardinië) en telt 1.172 inwoners (28-02-2021). De oppervlakte bedraagt 130,0 km², de bevolkingsdichtheid is 11 inwoners per km².
De gemeente Urzulei staat bekend als een blauwe zone op Sardinië. Het is een van de 6 gemeenten met deze titel.
De volgende frazioni maken deel uit van de gemeente: Silana.

## Demografie
Urzulei telt ongeveer 482 huishoudens. Het aantal inwoners daalde in de periode 1991-2001 met 4,6% volgens cijfers uit de tienjaarlijkse volkstellingen van ISTAT. Sinds 2001 blijft het inwonertal dalen. Na de laatste telling in 2021 (20 jaar later) is het inwonertal sindsdien met 341 inwoners. Er is sprake van een afname van het aantal inwoners in Urzulei.
| Jaar | Inwoneraantal |
| ---- | ------------- |
| 1991 | 1.513         |
| 2001 | 1.443         |
| 2004 | 1.412         |
| 2018 | 1.215         |
| 2021 | 1.172         |

## Geografie
De gemeente ligt op ongeveer 511 meter boven zeeniveau.
Urzulei grenst aan de volgende gemeenten: Baunei, Dorgali, Orgosolo, Talana, Triei.